# Britannic (1874)
SS Britannic (SS – Steam Ship) byl první ze tří lodí tohoto jména postavených v loděnicích Harland & Wolff v Belfastu pro společnost White Star Line, provozující transatlantickou přepravu.
Britannic se původně měl jmenovat Hellenic, ale těsně před první plavbou bylo jméno změněno. Jeho sesterskou lodí byl SS Germanic. Změna měla být symbolickým vyjádřením přátelství mezi Británií a Německem. Britannic se plavil téměř třicet let na trase mezi Liverpoolem a New Yorkem. Tuto pravidelnou lodní linku využívaly hojně také přistěhovalci do USA. V roce 1876 loď získala Modrou stuhu Atlantiku, za plavbu oběma směry průměrnou rychlostí 16 uzlů.

## Nehody

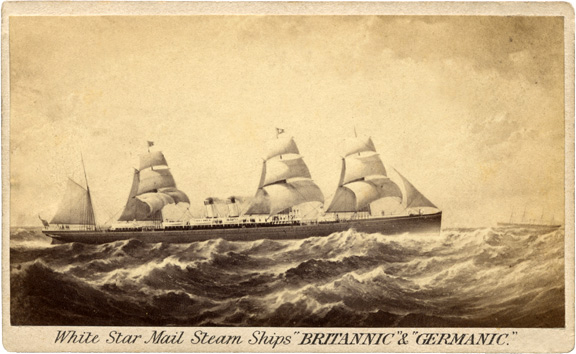
SS Britannic

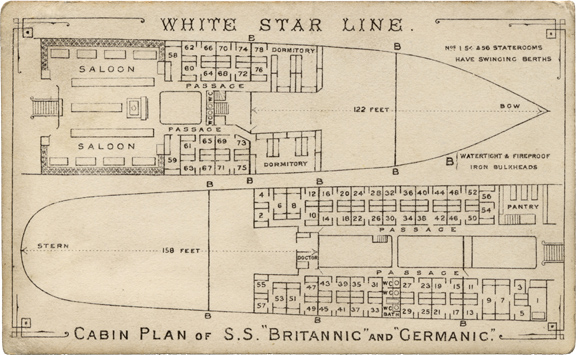
Plán lodi

V roce 1881 se Britannic u Belfastu srazil s lodí Julia. V červenci téhož roku při plavbě u pobřeží Irska byla poškozena část lodi i s motory.
19. května 1887, přibližně v 17:25, se parník White Star Line Celtic srazil v husté mlze s Britannikem asi 550 kilometrů východně od poloostrova Sandy Hook v New Jersey. Celtic s 870 cestujícími plul na západ do New Yorku. Britannic s 450 cestujícími plul už druhý den na východ do Liverpoolu. Parníky se srazily téměř v pravém úhlu. Příď Celticu se vrazila asi tři metry hluboko do zádi na levém boku Britannicu. Celtic „odskočil“ a narazil ještě dvakrát, pak sklouzl za záď Britannicu.
Na palubě Britannicu zahynulo šest pasažérů cestujících třetí třídou, a dalších šest bylo pohřešováno. Na palubě lodi Celtic nebyli žádní mrtví. Obě lodi byly vážně poškozeny, Britannic měl velký otvor nad i pod čarou ponoru. Cestující na jeho palubě propadli panice a překotně se hrnuli do záchranných člunů. Kapitán lodi s pistolí v ruce vybízel k uklidnění a čluny byly zaplněny převážně ženami a dětmi. Po spuštění člunů se zjistilo, že loď bude moci přesto plout pomalu dále a bylo rozhodnuto, svolat bližší čluny zpět. Zbylé čluny se dostaly k Celticu. Obě lodi zůstaly přes noc nablízku a ráno se k nim připojily Marengo a British Queen společností Wilson Line a American Line. Čtveřice se poté vydala na pomalou plavbu do přístavu v New Yorku.
O dva roky později měl v Liverpoolském zálivu Britannic další nehodu, tentokrát s brigou Czarowitz.

## Služba v Královském námořnictvu a návrat k White Star Line
Britská vláda Britannic zrekvírovala v říjnu 1899 během druhé búrské války. Jeho nátěr byl změněn na bílou a žlutohnědou barvu a byl do floty zařazen jako His Majesty’s Transport No. 62. Během této služby vykonal deset cest do Afriky.
Loď byla majiteli navrácena do užívání v říjnu 1902, kdy se vrátila do Belfastu. Uvažovalo se o nahrazení strojů novými, úspornějšími kondenzačními pístovými parními stroji s trojnásobnou expanzí páry, stejně jako k tomu došlo u sesterské lodi o sedm let dříve. Důkladná prohlídka lodi ukázala na její špatný technický stav, takže uvažovaná přestavba se ukázala jako nerentabilní. Loď tedy byla odepsána, takže jí čekal obvyklý osud vysloužilých plavidel – rozebrání a konec v hutích.
V červenci 1903 byl Britannic prodán do Německa za 11 500 liber a v srpnu byl v Hamburku rozebrán a sešrotován.